# Обуховец (Ленинградская область)
Обу́ховец — посёлок в Любанском городском поселении Тосненского района Ленинградской области.

## История
Согласно областным административным данным в 1997 году посёлок Обуховец в составе Тосненского района не значился.
Постановлением правительства Российской Федерации от 27 февраля 1999 года новому посёлку в Тосненском районе было присвоено наименование Обуховец.
В 2002 году в посёлке Обуховец Любанской волости проживали 165 человек (русские — 85 %).
В 2007 году в посёлке Обуховец Любанского ГП проживал 191 человек.

## География
Посёлок расположен в восточной части района на автодороге 41А-004 (Павлово — Мга — Луга), к северу от центра поселения — города Любань.
Расстояние до административного центра поселения — 17 км.
Посёлок находится на левом берегу реки Чудля.

## Население
| 2007 | 2010 | 2017 |
| ---- | ---- | ---- |
| 191  | ↘116 | →116 |